# Wyoming (Nova York)
Wyoming és una població dels Estats Units a l'estat de Nova York. Segons el cens del 2000 tenia 513 habitants.

## Demografia
Segons el cens del 2000, Wyoming tenia 513 habitants, 176 habitatges, i 133 famílies. La densitat de població era de 295,6 habitants per km².
Dels 176 habitatges en un 44,9% hi vivien nens de menys de 18 anys, en un 60,2% hi vivien parelles casades, en un 10,2% dones solteres, i en un 24,4% no eren unitats familiars. En el 17,6% dels habitatges hi vivien persones soles el 10,8% de les quals corresponia a persones de 65 anys o més que vivien soles. El nombre mitjà de persones vivint en cada habitatge era de 2,9 i el nombre mitjà de persones que vivien en cada família era de 3,33.
Per edats la població es repartia de la següent manera: un 32,6% tenia menys de 18 anys, un 6,4% entre 18 i 24, un 30,2% entre 25 i 44, un 20,1% de 45 a 60 i un 10,7% 65 anys o més.
L'edat mediana era de 33 anys. Per cada 100 dones de 18 o més anys hi havia 92,2 homes.
La renda mediana per habitatge era de 38.750 $ i la renda mediana per família de 46.875 $. Els homes tenien una renda mediana de 34.643 $ mentre que les dones 25.357 $. La renda per capita de la població era de 14.925 $. Entorn del 6,4% de les famílies i el 6% de la població estaven per davall del llindar de pobresa.